# NGC 3887
NGC 3887 (również PGC 36754 lub UGCA 246) – galaktyka spiralna z poprzeczką (SBbc), znajdująca się w gwiazdozbiorze Pucharu. Odkrył ją William Herschel 31 grudnia 1785 roku.